# 絹蛺蝶
絹蛺蝶（Calinaga buddha formosana）是絹蛺蝶屬中的一個物種。

## 威脅
保育狀況
描述

## 圖片

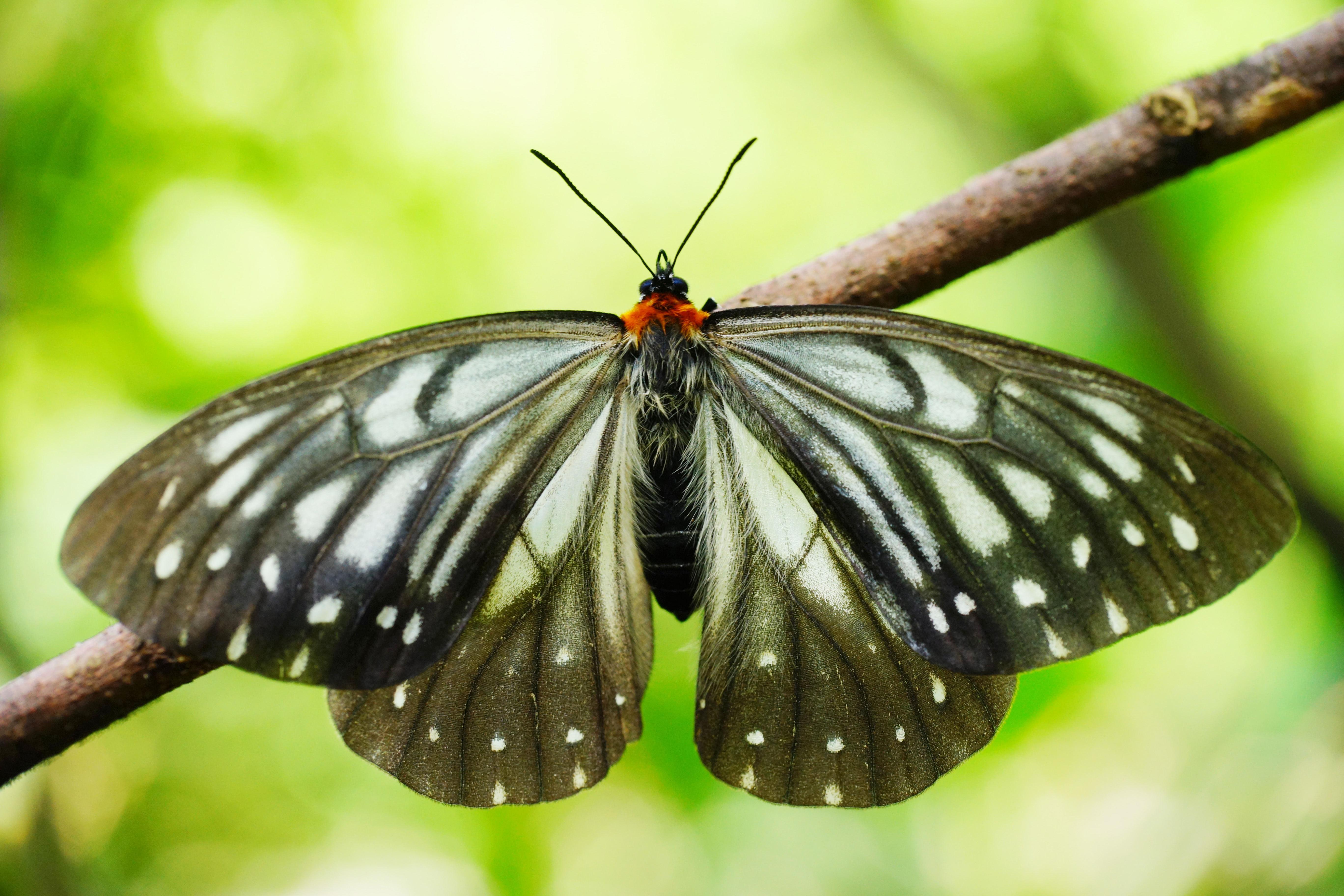
展翅
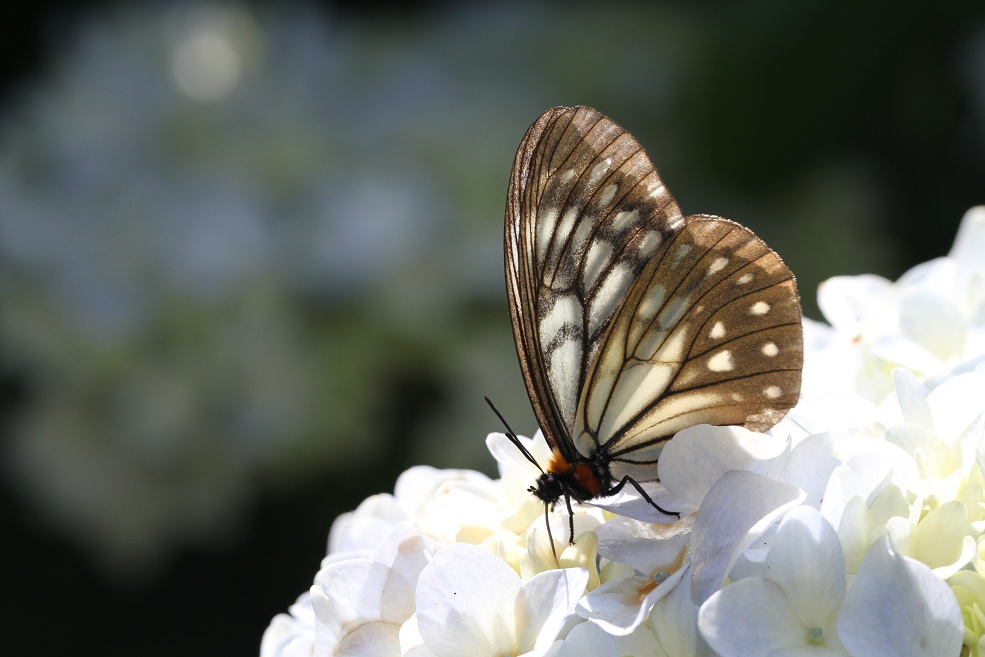
訪花

## 外部連結
- 臺灣蝴蝶誌 絹蛺蝶/黃領蛺蝶 （页面存档备份，存于）
- 台灣生物多樣性網絡 （页面存档备份，存于）